# Villa Francia
Villa Francia, pierwotnie nazwana Palazzo Francia, następnie Villa Preziosi, dziś oficjalnie znana jako Palazzo Francia oraz Francia Estate – XVIII-wieczny pałac w Lija na Malcie.
Zbudowany około 1757 roku przez Francesco Preziosi w stylu architektury barokowej, która w tamtych czasach dawała arystokracji poczucie dumy i mocy. Pierwszy ambitny właściciel zbankrutował, wydając cały majątek na budowę pałacu, chcąc, aby był budynkiem wybitnym i nieporównywalnym z innymi. W wyniku tego zmuszony był sprzedać całą posiadłość Zakonowi św. Jana, aby spłacić rosnący dług.
Ulica, przy której pałac stoi, nazwana została od pierwszej jego nazwy - Preziosi Street (malt. Triq Preziosi). Pałac został odkupiony przez rodzinę Francia, a w roku 1987 przeszedł na własność rządu Malty. Aktualnie jest oficjalną rezydencją premiera Malty.

## Opis

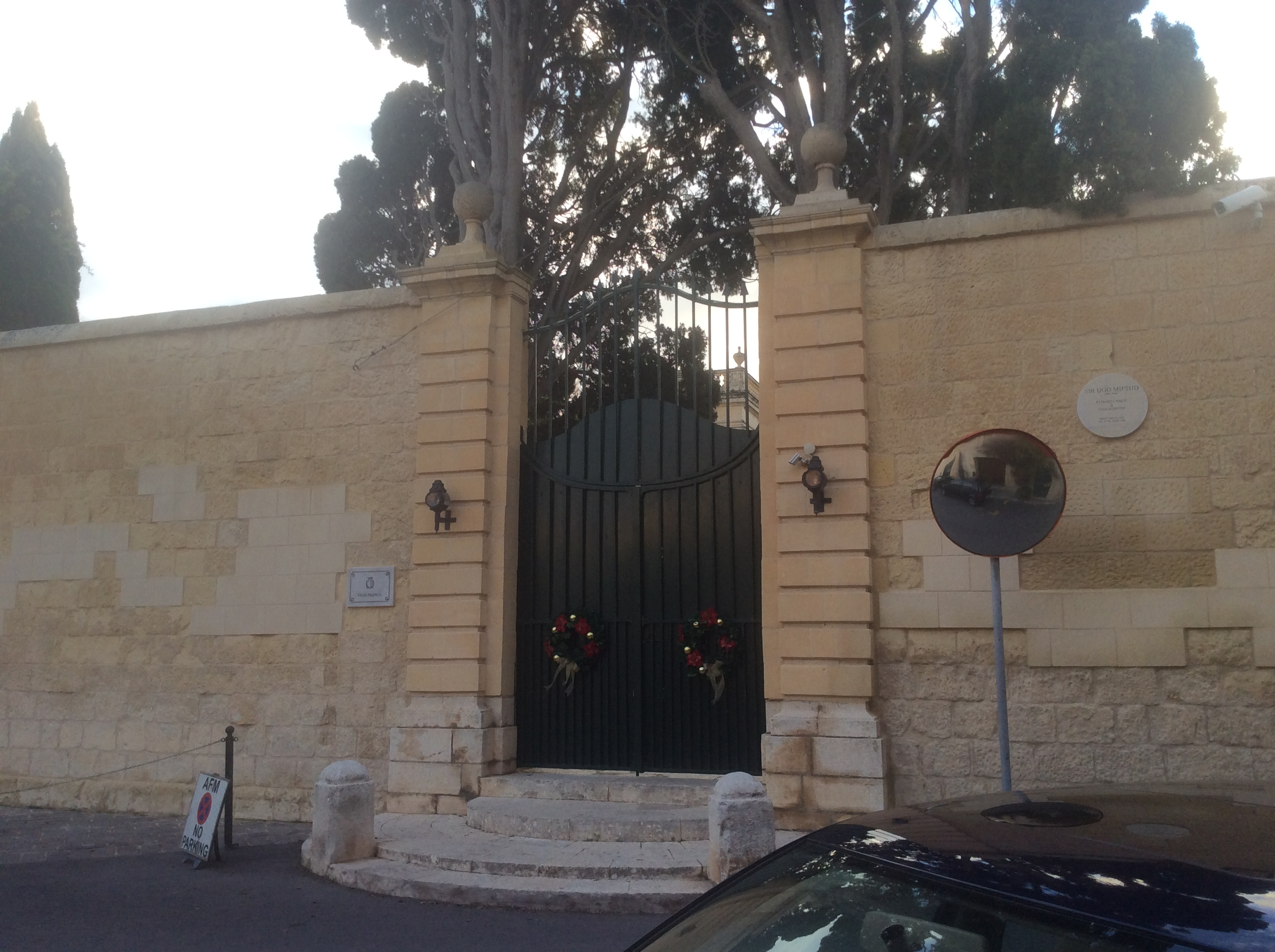
Główna brama rezydencji

Posiadłość leży w północnej części Liji. Pałac jest budowlą o dwóch kondygnacjach. Posiada ogród z przodu, oraz kilka innych z tyłu. Inspiracją dla architektury pałacu była Villa Palagonia w Bagheria na Sycylii.

## Historia

### Domek myśliwski
Pierwotna Villa Francia była parterowym budynkiem, używanym jako domek myśliwski. W tym czasie większość terenu Liji była niezabudowana. Mieszkańcy terenów wiejskich doświadczali napadów piratów berberyjskich oraz tureckich. Kiedy ataki ustały, Lija stała się wioską, gdzie chętnie osiedlali się ludzie bogaci, później zaś zaczęto ją zabudowywać. Miejsce to nie mogło być dłużej wykorzystywane do polowań.

### Palazzo/Villa Preziosi
Pałac przypuszczalnie został ukończony w drugiej połowie XVIII wieku. Później dodano jeszcze dodatkowe elementy budowli, jak np. wyższe piętro. W połowie XX wieku wykonane zostały prace, tak wewnątrz jak i na zewnątrz pałacu, które przystosowały budynek do roli willi mieszkalnej. Pierwotnie budynek nazywany był Villa Preziosi.

### Palazzo/Villa Francia

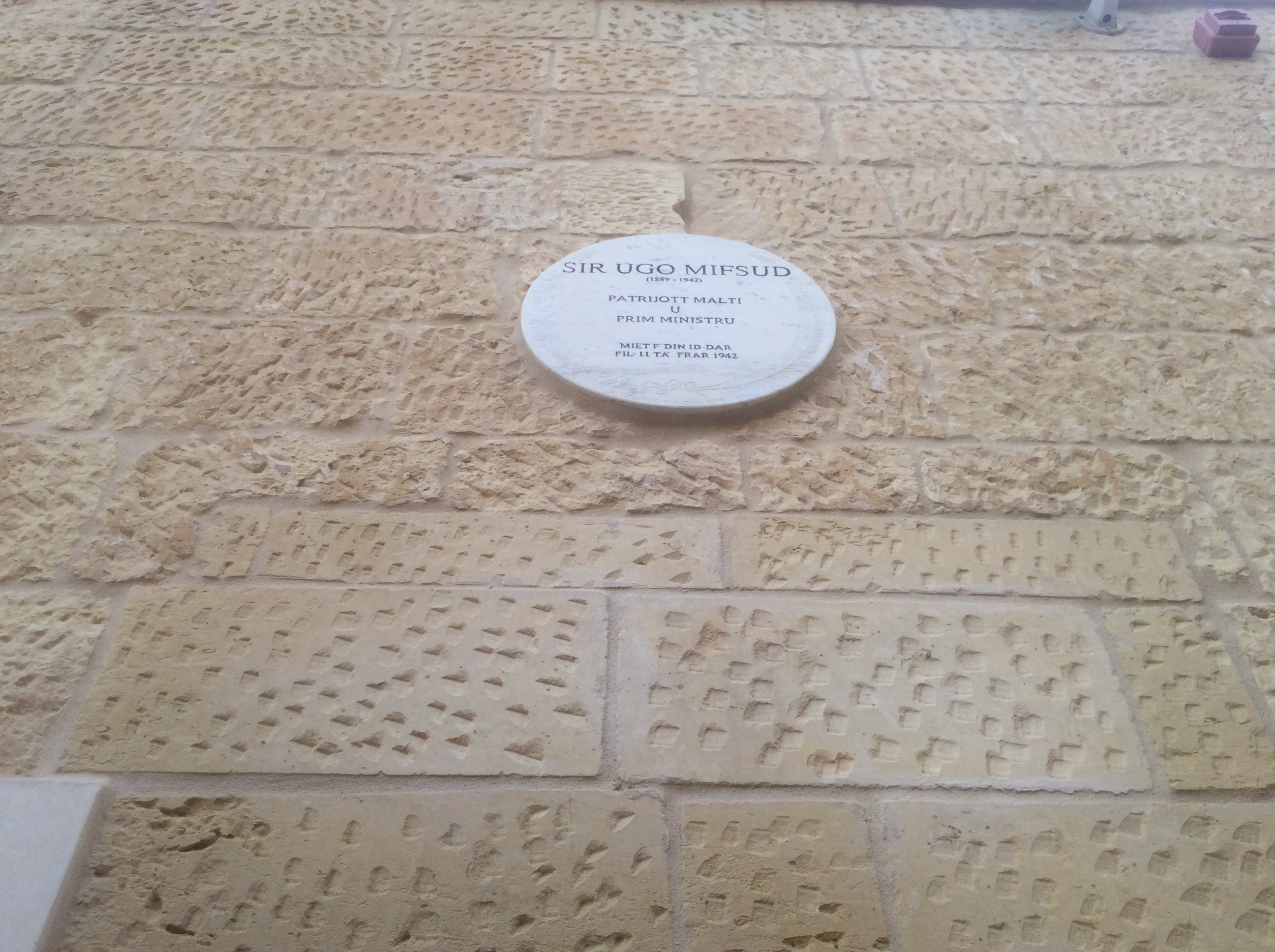
Plakieta pamiątkowa na frontowym murze (na prawo od wejścia) poświęcona Ugo Pasquale Mifsudowi, który zmarł w pałacu

Pałac nazwany został Villa Francia przez rodzinę Francia na cześć Williama Nathaniela Fentona Francii. Były premier Malty sir Ugo Pasquale Mifsud i jego żona (neè Francia) mieszkali w pałacu pomiędzy wrześniem 1924 roku a sierpniem 1927 roku, oraz pomiędzy czerwcem 1932 roku a listopadem roku 1933. Niektóre dokumenty należące do Mifsuda są wystawiane w pałacu.

## Ogrody

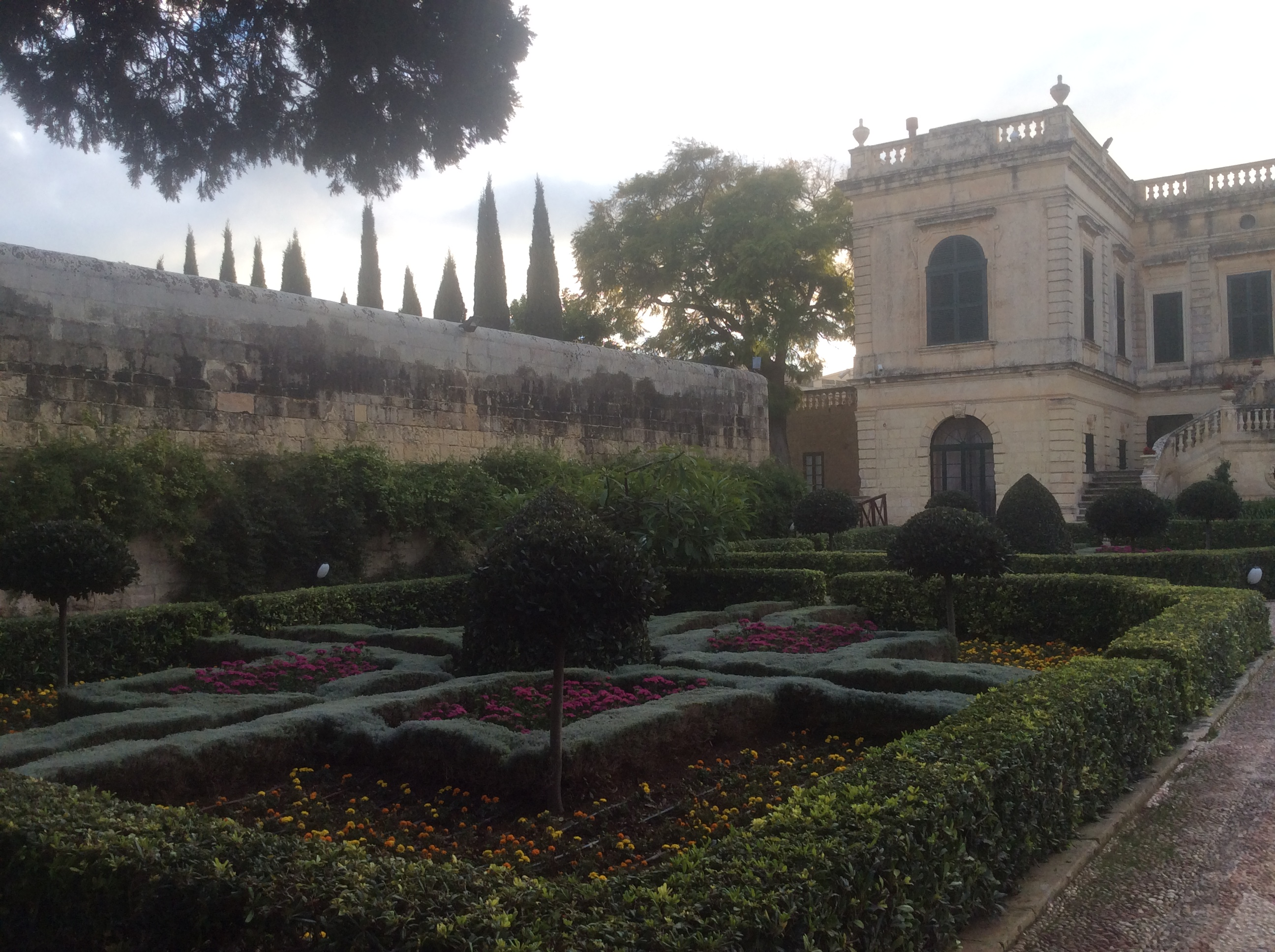
Ogród frontowy Villi Francia

Posiadłość była od początku dobrze znana ze względu na swoje wspaniałe olbrzymie ogrody. Ich wielkość spowodowała używanie dla posiadłości nazwy Francia Estate. Mapy pokazują, że ogrody stanowią około 90% powierzchni posiadłości. Są one podzielone na dwie części; najbardziej okazała znajduje się przed frontem pałacu, druga, znacznie większa umiejscowiona jest na jego tyłach. W tylnym ogrodzie znajduje się nimfeum oraz duży zbiornik na wodę. Niewielkie budynki z boku pałacu przeznaczone były na mieszkania dla służby pałacowej. Pałac ma unikalne maltańskie elementy architektury, a to rzeźby czy stajnie dla koni.
W samym ogrodzie znajduje się powozownia, młyn wodny oraz 10 fontann. Jest tam też wspaniały belvedere, z widokiem na Mostę, otoczony przez dwa hektary ziemi.

## Czasy współczesne

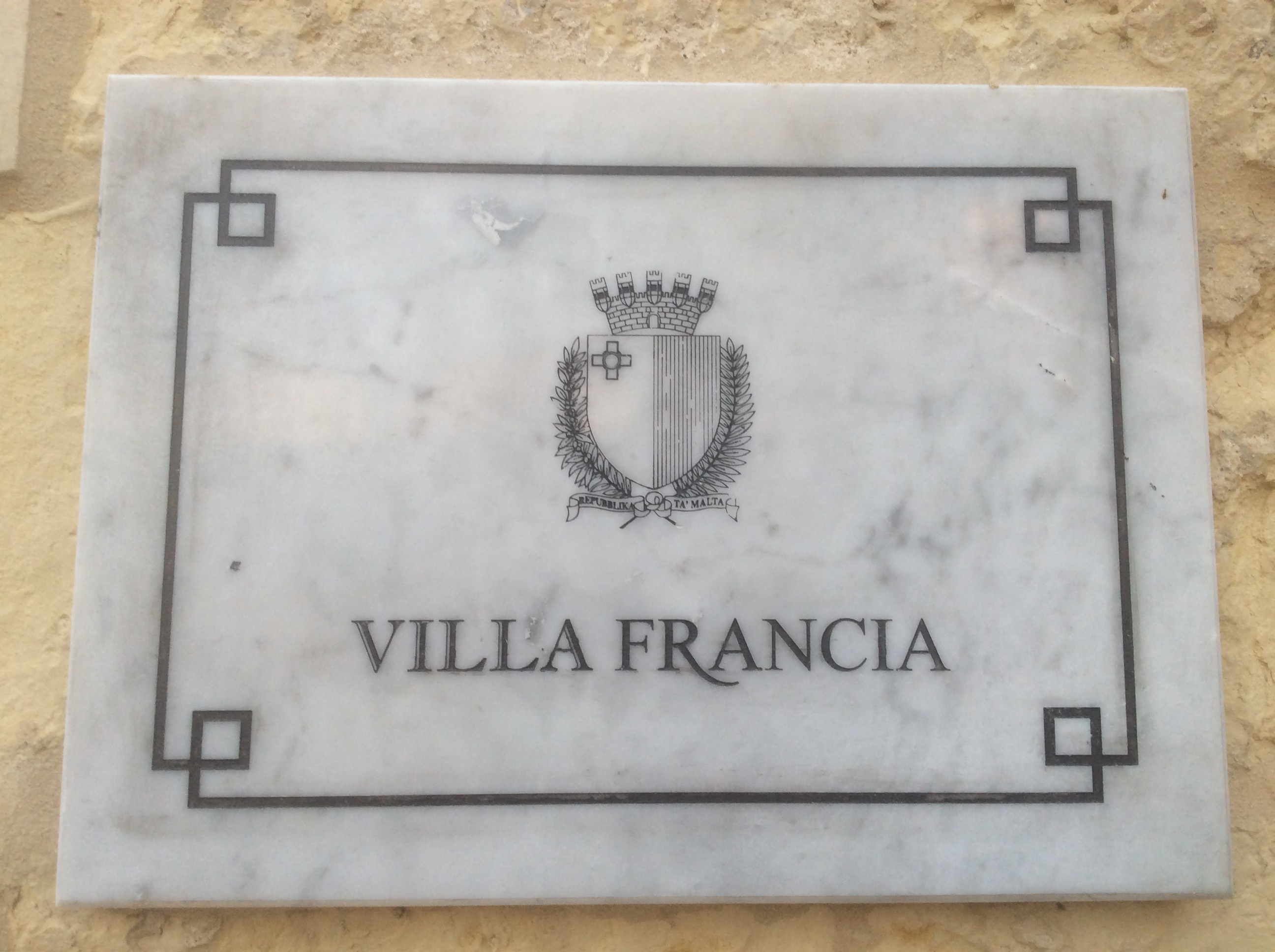
Tablica na murze obok głównego wejścia, odsłonięta po przejściu willi na własność rządu Malty

27 lutego 1987 roku Villa Francia została przekazana rządowi Malty przez rodzinę Francia w osobie Williama Francia, który pozostawał w stosunkach homoseksualnych i nie miał dzieci. Rząd zainwestował 1 milion euro, częściowo z funduszy unijnych, na odnowienie i zachowanie Villi Francia. Dziś pałac jest rezydencją premiera Malty, gdzie odbywają się spotkania i ceremonie z różnych okazji. Pałac zwrócił na siebie uwagę ogółu, kiedy Monsignor Charles Scicluna wybrany został arcybiskupem Malty, i został zaproszony do rezydencji przez premiera Josepha Muscata. Odnowienie całej posiadłości ma na celu doprowadzenie do rozwoju regionu przez otwarcie jej dla ogółu i uczynienie atrakcją turystyczną.

## Dziedzictwo kulturowe
Malta Environment and Planning Authority (MEPA) zakwalifikowała Villa Francia do zabytków narodowych pierwszej klasy. Pałac jest również wpisany na listę National Inventory of the Cultural Property of the Maltese Islands.